# Sobota
Sobota (sobotaⓘ, skrót sob.) – dzień tygodnia między piątkiem a niedzielą.
Według normy ISO-8601 jest szóstym dniem tygodnia.
W tradycji biblijnej – chrześcijańskiej i żydowskiej, gdzie za pierwszy dzień tygodnia uznawana jest niedziela, sobota jest siódmym, ostatnim dniem tygodnia.
W religii żydowskiej sobota jest dniem świątecznym, zwanym szabatem. Biblijna opowieść o stworzeniu świata wyjaśnia jej genezę – ostatniego dnia tygodnia Bóg odpoczął po dziele stworzenia. W ortodoksyjnym judaizmie ściśle przestrzegany jest nakaz powstrzymania się od pracy.
Polska nazwa, podobnie jak w wielu innych językach europejskich wywodzi się od szabatu – świątecznego dnia odpoczynku obchodzonego przez wyznawców judaizmu i niektórych Kościołów chrześcijańskich, który trwa od zachodu słońca w piątek do zachodu słońca w sobotę; por. np. hiszp. sábado, wł. sabato, cz. sobota, ros. суббота (subbota), serb.-chorw. subota, również niem. Samstag.
W języku niemieckim funkcjonuje również nazwa Sonnabend, pochodząca z czasów przedchrześcijańskich i nawiązująca do germańskiej rachuby czasu, w której doba zaczynała się od wieczora: Sonnabend < Sonn + Abend ‛wieczór’, tj. wieczór tej samej doby, co Sonntag (niedziela).
W językach nordyckich oznacza ‛dzień kąpieli’: np. duń. lørdag. Na nazewnictwo niektórych innych języków germańskich i celtyckich wpłynęła łacińska nazwa dies Saturni ‛dzień Saturna’: np. ang. Saturday.
W kulturze zachodniej sobota jest dniem częściowo lub całkowicie wolnym od pracy. Wraz z niedzielą tworzy weekend.